# Kokurakita-ku

Position de l'arrondissement de Kokurakita dans la ville de Kitakyūshū.

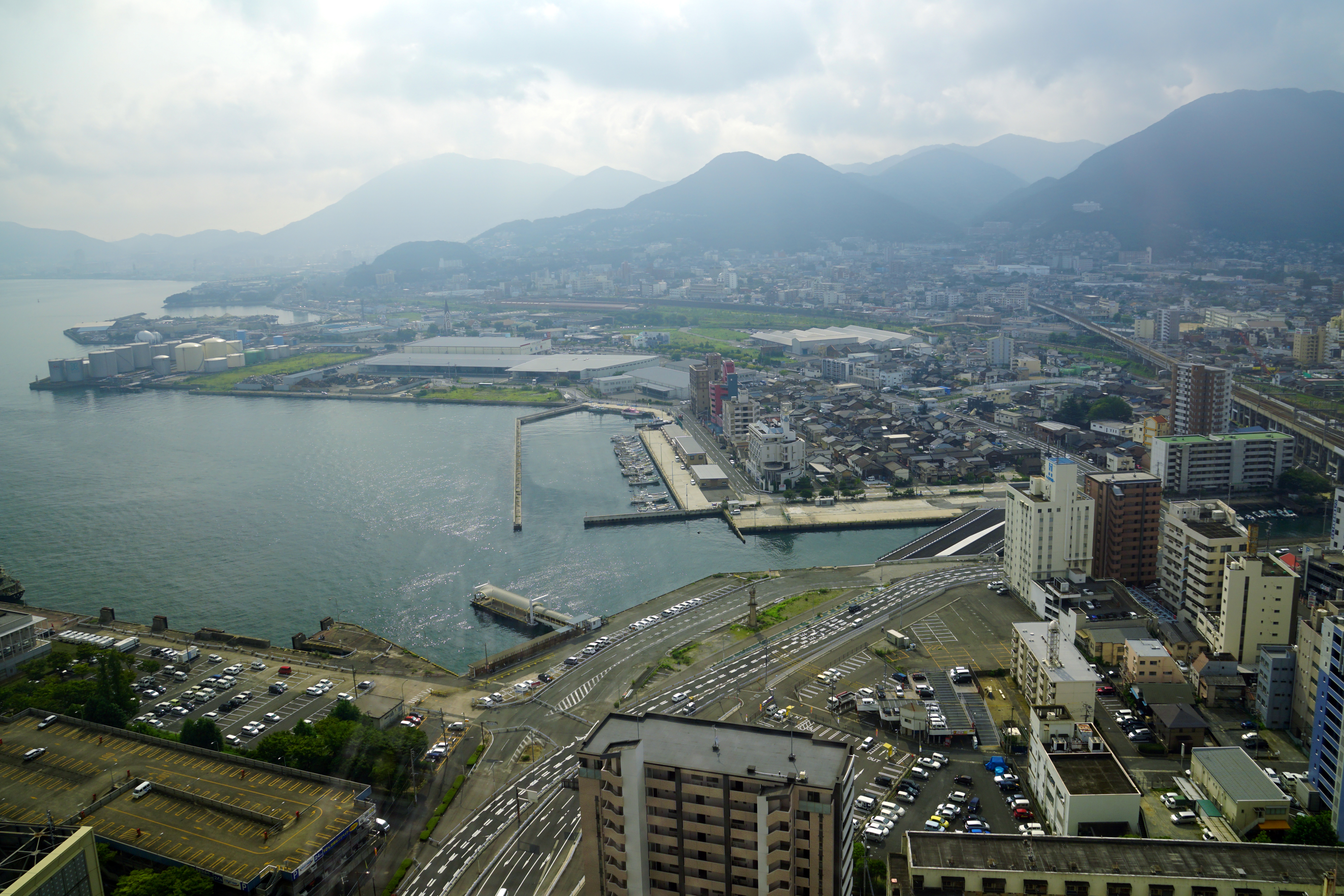
Vue de Kokurakita-ku.

Kokurakita (小倉北区, Kokurakita-ku) est l'un des sept arrondissements de la ville de Kitakyūshū, au Japon. Il est situé au centre de la ville, au bord du détroit de Kanmon.

## Géographie

### Démographie
En 2016, sa population de l'arrondissement de Kokurakita était de 181 848 habitants répartis sur une superficie de 39,23 km2 (densité de population de 4 640 hab./km2).

## Histoire
L'arrondissement de Kokurakita correspond au nord de l'ancienne ville de Kokura qui a fusionné avec quatre autres municipalités voisines, en 1963, pour former Kitakyūshū.
C'est également à cette époque que se développe l'organisation yakuza appelée de nos jours Kudokai.

## Culture locale et patrimoine
- Château de Kokura
- Musée mémorial Seichō Matsumoto
- Temple bouddhiste Fukuju-ji
- Kitakyushu Manga Museum

## Transport publics
La gare de Kokura est la gare principale de Kitakyūshū, desservie notamment par la ligne Shinkansen Sanyō.
Le monorail de Kitakyūshū dessert l'arrondissement.